# Chiesa della Beata Vergine Immacolata (San Dorligo della Valle)
La chiesa della Beata Vergine Immacolata (in sloveno Blažena Marija Brezmadežna) è la parrocchiale di Pesek, frazione di San Dorligo della Valle, in provincia e diocesi di Trieste; fa parte del decanato di Opicina.

## Storia
L'erezione della parrocchia di Grozzana risale al 1645. Dopo la Seconda guerra mondiale, Grozzana fu assegnata al Territorio Libero di Trieste prima e alla Repubblica Italiana poi. La parrocchiale del paese, dedicata a San Tommaso Apostolo, rimase dall'altra parte del confine e, nel 1977, verrà inglobata nella diocesi di Capodistria. Intanto, nel vicino paese di Pese, venne edificata la chiesa della Beata Vergine Immacolata: correva l'anno 1954. Appena nel 1963 la parrocchialità venne ufficialmente spostata nella chiesa di Pese.